# Michaił Glinka
Michaił Iwanowicz Glinka (ros. Михаил Иванович Глинка, ur. 20 maja?/1 czerwca 1804 w Nowospasskoje koło Smoleńska, zm. 3 lutego?/15 lutego 1857 w Berlinie) – rosyjski kompozytor.

## Życiorys

### Pochodzenie
Prapradziadem Michaiła był polski szlachcic z rodu Glinków herbu Trzaska (Glinki w Ziemi Łomżyńskiej) – Wiktoryn Władysław Glinka. Po utracie Smoleńska przez Polskę, w 1654 W.W. Glinka pozostał w majątku, przyjął poddaństwo rosyjskie i przeszedł na prawosławie. Carskie władze zachowały mu przywileje szlacheckie w tym herb Trzaska oraz nadania królewskie.

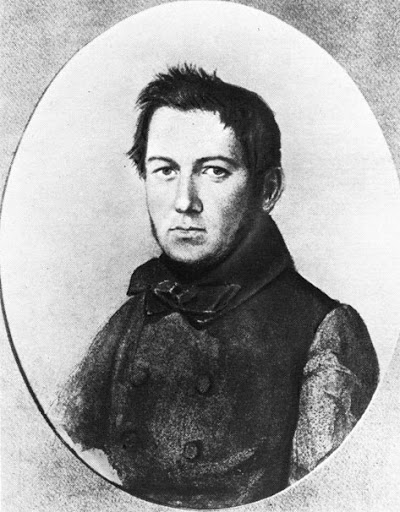
Michaił Glinka (1840)

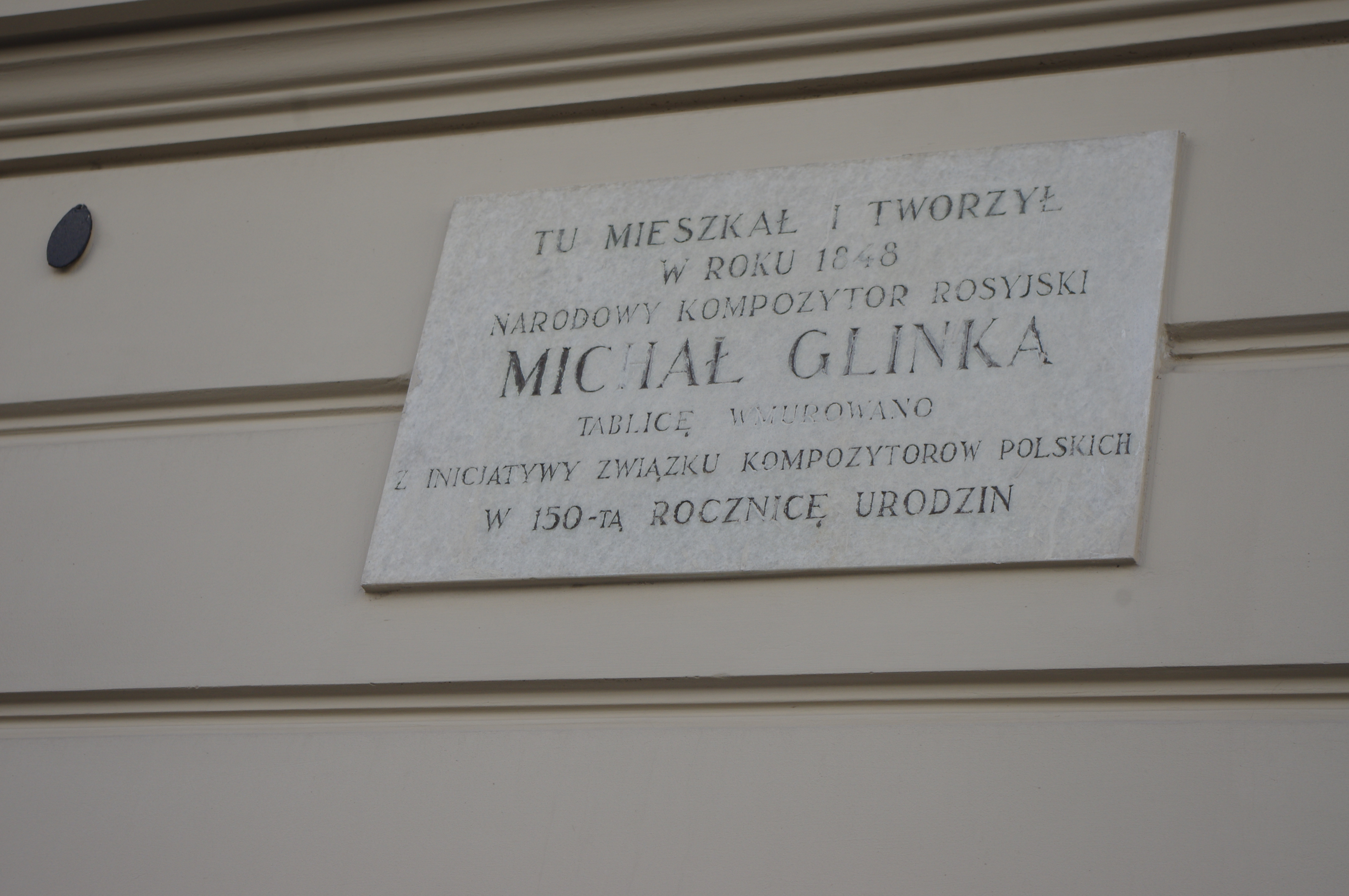
Tablica upamiętniająca Michaiła Glinkę na ul. Niecałej 2 w Warszawie, gdzie w 1848 r., mieszkał i tworzył. Wmurowana w 150 rocznice urodzin kompozytora

Zainteresowania w okresie młodzieńczym kierowały Michaiła Glinkę ku naukom przyrodniczym, geografii i podróżom. W czasach licealnych zetknął się z Puszkinem i z dekabrystami, co skupiło na nim uwagę policji. Musiał więc porzucić chęć kariery dyplomatycznej. Pracował przez cztery lata w Urzędzie Komunikacji. Wykształcenie muzyczne Glinki było wielostronne, ale też mało systematyczne. Pobierał prywatne lekcje kompozycji, kontrapunktu, fortepianu (m.in. u Johna Fielda) i skrzypiec. Regularne 2-letnie studia kompozycji podjął dopiero w wieku 29 lat. Pobierał również lekcje śpiewu u w Petersburgu. Uważany był za znawcę sztuki bel canto, znał bogaty repertuar pieśni włoskich i francuskich. Występował również śpiewając własne pieśni, komponowane nierzadko na spotkaniach towarzyskich.
W Petersburgu przebywał do 1830 roku. Prowadził wówczas bogate życie towarzyskie, obracał się w kręgu Puszkina (był kolegą z klasy jego młodszego brata Lwa), M. Szymanowskiej, poznał też Mickiewicza. W 1830 roku wyruszył w podróż po Europie, przez Berlin, Szwajcarię, do Włoch. Przebywał tam trzy lata i poznawał styl włoskiego bel canto, poznał też Belliniego i Donizettiego. Następnie podjął regularne studia kompozycji w Berlinie u S. Dehna.
Po powrocie do kraju wykrystalizowała się idea opery narodowej Glinki. W latach 1834–1842 powstały jego dwie najważniejsze opery: Życie za cara (Iwan Susanin) oraz Rusłan i Ludmiła. W tych latach powstały też najpiękniejsze pieśni do słów Puszkina.
W latach 40. Glinka przebywał w Paryżu, gdzie poznał Berlioza, a następnie w Hiszpanii. Powstały tam dwie uwertury symfoniczne o melodyce hiszpańskiej.
Na przełomie lat 40 i 50. kompozytor przebywał w Warszawie, gdzie obracał się w kręgu Kurpińskiego i Lipińskiego. Powstała wtedy uwertura „Kamarinskaja” która stała się wzorem dla kolejnych kompozytorów szkoły rosyjskiej. W latach 50 pisał w Paryżu swoją symfonię kozacką „Taras Bulba”, która pozostała niedokończona.
Wrócił po raz ostatni na kilka lat do Petersburga gdzie przebywał w kręgu Dargomyżskiego i Bałakiriewa. Zainteresował się wówczas muzyką cerkiewną. Pojechał ponownie do Berlina do swojego profesora, aby zgłębić tajniki polifonii i skal kościelnych. Studiował dzieła wokalne Palestriny i Bacha. Nie wrócił już do kraju.
Zmarł w roku 1857 w wieku 53 lat, przeziębiwszy się po koncercie, gdy wychodził z dusznej sali.

## Znaczenie
Kompozytor jest uważany za twórcę narodowej opery rosyjskiej, łączącego w niej tradycyjny folklor Rusi i patriotyzm z nowymi prądami w muzyce zachodniej Europy. Twórczość Michaiła Glinki była inspiracją dla grupy rosyjskich kompozytorów nazwanej Potężną gromadką. „Życie za cara” wystawiono 7 lutego 1940 na scenie berlińskiej Staatsoper w ramach niemiecko-radzieckiej współpracy kulturalnej, będącej wynikiem zawartego pół roku wcześniej paktu Ribbentrop-Mołotow.

## Glinka a hymn Rosji
W latach 1990/1991–2000 oficjalnym hymnem Rosji była tzw. Pieśń Patriotyczna, napisana przez  Michaiła Glinkę w 1833 roku pod tytułem «Motif de chant national» dla orkiestry symfonicznej. Wykonywano tylko tę pompatyczną melodię, urzędowego tekstu nie napisano.
Jednakże według docenta K. Nikitina z Konserwatorium Petersburgskiego utwór bazuje ściśle na średniowiecznym polskim hymnie religijnym „Kryste, dniu naszei światłości”. Z kolei zdaniem historyka Sergieja Makina kompozytor mógł raczej rozważać użycie tej muzyki w operze Życie za cara (Iwan Susanin) – do instrumentalnej charakterystyki polskich interwentów. Stąd zapis znalazł się w rękopisach kompozytora. Ale w operze ta muzyka nigdy nie zabrzmiała, pozostając tylko utworem symfonicznym. 
Jako wariant hymnu był  rozważany   również końcowy chór z opery „Iwan Susanin” „Sławsia, ty, Ruś moja”, który często jest mylony z „Pieśnią Patriotyczną”, chociaż te dwa utwory mają zupełnie odróżniające się melodie i tempo.
Wkrótce po publikacji artykułów Nikitina i Makina i braku tekstu w Rosji zastąpiono Pieśń Patriotyczną, przywracając stary hymn radziecki autorstwa Aleksandra Aleksandrowa z 1943 roku, za to z całkiem odmiennym tekstem poety Sergiusza Michałkowa.

## Dzieła
- Życie za cara (zob. Iwan Susanin) – pierwsza rosyjska opera narodowa (1836)
- Rusłan i Ludmiła – opera (1842)
- Jota aragońska i Noc w Madrycie – uwertury powstałe dzięki pobytowi w Hiszpanii
- Kamarinskaja – fantazja orkiestrowa
- Walc-fantazja – fantazja orkiestrowa
- Symfonia na dwa tematy rosyjskie
- kilkadziesiąt pieśni i romansów (w tym m.in. cykl pieśni Pożegnanie z Petersburgiem)
- Sonata na altówkę i fortepian w tonacji d-moll